# World TeamTennis
World TeamTennis (WTT) — ежегодный профессиональный командный теннисный турнир, проводящийся в США. Игры лиги WTT обычно проводятся в летние месяцы. В отличие от других командных теннисных турниров, в WTT принимают участие клубные команды, состоящие из игроков, представляющих различные страны.

## Формат и правила (2016)
Каждая команда в лиге состоит минимум из четырёх игроков — двух мужчин и двух женщин. Матч между командами состоит из пяти сетов: мужского одиночного, женского одиночного, мужского парного, женского парного и смешанного парного, порядок которых может меняться от матча к матчу. По ходу матча разрешаются замены, в том числе по ходу сета.
После сокращения лиги до шести команд они все встречаются между собой как минимум по два раза за сезон в рамках группового турнира. Две команды с лучшими показателями по итогам групповых игр встречаются между собой  в финальном матче. Главный трофей турнира — Приз Кинг (англ. King Trophy), названный в честь Билли-Джин Кинг.

### Правила начисления очков
В отличие от других теннисных соревнований, ни на одном уровне игры (гейм, сет или матч) нет правила, требующего победы с разницей в два очка.
Гейм играется до выигрыша одной из сторон четырёх очков. При счёте 40-40 команда, принимающая подачу, имеет право решить, какая сторона подаёт решающий мяч; если играется сет смешанных пар, подающий и принимающий игроки должны быть одного пола.
Каждый сет играется до пяти побед одной из сторон в геймах. При счёте 4-4 по геймам играется тай-брейк до 5 очков. При счёте 4-4 в тай-брейке девятый мяч подаёт игрок, подававший восьмой мяч, а принимающий игрок имеет право выбора стороны корта.
Последний сет играется между смешанными парами. Если этот сет выигрывает команда, лидирующая по общему количеству геймов, она выигрывает весь матч. Если же этот сет выигрывает команда, проигрывающая по общему количеству геймов, назначается овертайм, который продолжается до того, как лидирующая команда выиграет первый гейм, или до того, как сравняется счёт по геймам. При равенстве по геймам после пяти сетов (с овертаймом или без него) назначается супертай-брейк, определяющий команду-победительницу. Супертай-брейк играется между смешанными парами до семи очков, при равенстве 6-6 тринадцатый мяч подаёт тот же игрок, который подавал двенадцатый, но подающий и принимающий игроки должны быть одного пола.
| Уровень | Очки, необходимые для победы | При равенстве перед последним мячом                                                                                |
| ------- | ---------------------------- | --- |
| Гейм    | 4                            | Принимающий игрок имеет право выбрать, кто будет подавать                                                          |
| Сет     | 5                            | Тай-брейк до 5 очков; при равенстве 4-4 подаёт игрок, подававший восьмой мяч, а принимающий выбирает сторону корта |
| Матч    | Лучшая сумма геймов          | Супертай-брейк до 7 очков между смешанными парами; при равенстве 6-6 подаёт игрок, подававший двенадцатый мяч      |

## История
Идея соревнования профессиональных теннисных команд, включающих как мужчин, так и женщин, родилась у Билли-Джин Кинг и Ларри Кинга в начале 1970-х годов, когда профессиональные туры ATP и WTA только начинали развиваться.
Первый сезон профессиональной лиги World TeamTennis прошёл в 1974 году. После пяти сезонов соревнования были прекращены, но с 1981 года возобновились и с тех пор проводятся ежегодно. До 1991 года лига называлась TeamTennis, но в 1992 году ей было возвращено прежнее название.

### Чемпионы лиги
| Год        | Чемпион                    | Финалист                                                   | Счёт                                                       |
| ---------- | -------------------------- | ---------------------------------------------------------- | ---------------------------------------------------------- |
| 2021       | Orange County Breakers (2) | Springfield Lasers                                         | 21-13                                                      |
| 2020       | New York Empire            | Chicago Smash                                              | 21-20                                                      |
| 2019       | Springfield Lasers (2)     | New York Empire                                            | 20-19                                                      |
| 2018       | Springfield Lasers         | Philadelphia Freedoms                                      | 19-18                                                      |
| 2017       | Orange County Breakers (2) | San Diego Aviators                                         | 22-18                                                      |
| 2016       | San Diego Aviators         | Orange County Breakers                                     | 25-14                                                      |
| 2015       | Washington Kastles (6)     | Austin Aces                                                | 24-18                                                      |
| 2014       | Washington Kastles (5)     | Springfield Lasers                                         | 25-13                                                      |
| 2013       | Washington Kastles (4)     | Springfield Lasers                                         | 25-12                                                      |
| 2012       | Washington Kastles (3)     | Sacramento Capitals                                        | 20-19                                                      |
| 2011       | Washington Kastles (2)     | St. Louis Aces                                             | 23-19                                                      |
| 2010       | Kansas City Explorers      | New York Sportimes                                         | 21-18                                                      |
| 2009       | Washington Kastles         | Springfield Lasers                                         | 23-20                                                      |
| 2008       | New York Buzz              | Kansas City Explorers                                      | 21-18                                                      |
| 2007       | Sacramento Capitals (6)    | New York Buzz                                              | 24-20                                                      |
| 2006       | Philadelphia Freedoms (2)  | Newport Beach Breakers                                     | 21-14                                                      |
| 2005       | New York Sportimes         | Newport Beach Breakers                                     | 21-18                                                      |
| 2004       | Newport Beach Breakers     | Delaware Smash                                             | 23-17                                                      |
| 2003       | Delaware Smash             | Sacramento Capitals                                        | 21-14                                                      |
| 2002       | Sacramento Capitals (5)    | New York Buzz                                              | 21-13                                                      |
| 2001       | Philadelphia Freedoms      | Springfield Lasers                                         | 20-18                                                      |
| 2000       | Sacramento Capitals (4)    | Delaware Smash                                             | 21-20                                                      |
| 1999       | Sacramento Capitals (3)    | Springfield Lasers                                         | 23-15                                                      |
| 1998       | Sacramento Capitals (2)    | New York Buzz                                              | 30-13                                                      |
| 1997       | Sacramento Capitals        | Финал не проводился, команда с лучшим результатом в сезоне | Финал не проводился, команда с лучшим результатом в сезоне |
| 1996       | St. Louis Aces             | Delaware Smash                                             | 27-16                                                      |
| 1995       | New Jersey Stars (2)       | Atlanta Thunder                                            | 28-20                                                      |
| 1994       | New Jersey Stars           | Idaho Sneakers                                             | 28-25                                                      |
| 1993       | Wichita Advantage          | Newport Beach Dukes                                        | 26-23                                                      |
| 1992       | Atlanta Thunder (2)        | Newport Beach Dukes                                        | 30-17                                                      |
| 1991       | Atlanta Thunder            | Los Angeles Strings                                        | 27-16                                                      |
| 1990       | Los Angeles Strings (3)    | Raleigh Edge                                               | 27-16                                                      |
| 1989       | San Antonio Racquets (2)   | Sacramento Capitols                                        | 27-25                                                      |
| 1988       | Charlotte Heat (2)         | New Jersey Stars                                           | 27-22                                                      |
| 1987       | Charlotte Heat             | San Antonio Racquets                                       | 25-20                                                      |
| 1986       | San Antonio Racquets       | Sacramento Capitols                                        | 25-23                                                      |
| 1985       | San Diego Buds (2)         | St. Louis Slims                                            | 25-24                                                      |
| 1984       | San Diego Buds             | Long Beach Breakers                                        | 30-13                                                      |
| 1983       | Chicago Fyre               | Финал не проводился, команда с лучшим результатом в сезоне | Финал не проводился, команда с лучшим результатом в сезоне |
| 1982       | Dallas Stars               | Phoenix Sunsets                                            | 27-22                                                      |
| 1981       | Los Angeles Strings (2)    | Финал не проводился, команда с лучшим результатом в сезоне | Финал не проводился, команда с лучшим результатом в сезоне |
| 1979/ 1980 | Не проводилась             | Не проводилась                                             | Не проводилась                                             |
| 1978       | Los Angeles Strings        | Boston Lobsters                                            | 108-93 (24-21, 30-20, 26-27, 28-25)                        |
| 1977       | New York Apples            | Phoenix Racquets                                           | 55-39 (27-22, 28-17)                                       |
| 1976       | New York Sets              | San Francisco Golden Gaters                                | 91-57 (31-23, 29-21, 31-13)                                |
| 1975       | Pittsburgh Triangles       | San Francisco Golden Gaters                                | 74-65 (25-26, 28-25, 21-14)                                |
| 1974       | Denver Racquets            | Philadelphia Freedoms                                      | 55-45 (27-21, 28-24)                                       |

### Самые ценные игроки (MVP) турнира
Мартина Навратилова четырежды избиралась MVP среди женщин. Среди мужчин лидируют Брайан Макфи и Марк Ноулз, по три раза удостоенные этого титула (оба представляли клуб Sacramento Capitals). Среди представителей республик бывшего СССР, становившихся MVP лиги, — Лариса Савченко-Нейланд (дважды), Елена Татаркова, Дмитрий Турсунов, Елена Лиховцева, Анастасия Родионова и Теймураз Габашвили.
| Год  | Мужчины                                               | Женщины                                                            |
| ---- | ----------------------------------------------------- | ------------------------------------------------------------------ |
| 2019 | Нил Скупски, Нью-Йорк                                 | Ракель Атаво, Филадельфия                                          |
| 2018 | Марцин Матковский, Сан-Диего                          | Тейлор Таунсенд, Филадельфия                                       |
| 2017 | Теймураз Габашвили, Ориндж Каунти                     | Андрея Клепач, Ориндж Каунти                                       |
| 2016 | Николь Гиббс, Ориндж Каунти                           | Райан Харрисон, Сан-Диего                                          |
| 2015 | Теймураз Габашвили, Остин                             | Анастасия Родионова, Вашингтон Анабель Медина Гарригес, Калифорния |
| 2014 | Марсело Мело, Филадельфия                             | Даниэла Гантухова, Сан-Диего                                       |
| 2013 | Жан-Жюльен Ройер, Спрингфилд                          | Мартина Хингис, Вашингтон                                          |
| 2012 | Бобби Рейнольдс, Вашингтон                            | Мартина Хингис, Нью-Йорк                                           |
| 2011 | Леандер Паес, Вашингтон                               | Лизель Хубер, Сент-Луис                                            |
| 2010 | Мартин Дамм, Спрингфилд                               | Линдсей Дэвенпорт, Сент-Луис                                       |
| 2009 | Леандер Паес, Вашингтон                               | Ваня Кинг, Спрингфилд                                              |
| 2008 | Рамон Дельгадо, Ньюпорт Бич                           | Ренне Стаббс, Канзас-Сити                                          |
| 2007 | Марк Ноулз, Сакраменто                                | Тамарин Танасугарн, Спрингфилд                                     |
| 2006 | Даниэль Нестор, Филадельфия                           | Анджела Хейнс, Делавэр                                             |
| 2005 | Марк Ноулз, Сакраменто                                | Елена Лиховцева, Сакраменто                                        |
| 2004 | Дмитрий Турсунов, Сакраменто                          | Николь Вайдишова, Сакраменто                                       |
| 2003 | Пол Голдстейн, Делавэр                                | Саманта Ривз, Делавэр                                              |
| 2002 | Махеш Бхупати, NY Buzz                                | Катарина Среботник, NY Hamptons                                    |
| 2001 | Марк Ноулз, Сакраменто                                | Лиза Реймонд, Филадельфия                                          |
| 2000 | Ричи Ренеберг, Сакраменто                             | Мариан де Свардт, Делавэр                                          |
| 1999 | Грант Стаффорд, Спрингфилд                            | Елена Татаркова, Спрингфилд                                        |
| 1998 | Брайан Макфи, Сакраменто                              | Лариса Нейланд, Спрингфилд                                         |
| 1997 | Брайан Макфи, Сакраменто                              | Линдсей Дэвенпорт, Сакраменто                                      |
| 1996 | Брайан Макфи, Сакраменто                              | Лиза Реймонд, Сент-Луис                                            |
| 1995 | Бретт Хансен-Дент, Айдахо                             | Эми Фрейзер, Айдахо                                                |
| 1994 | Келли Джонс, Ньюпорт-Бич                              | Лариса Нейланд, Ньюпорт-Бич                                        |
| 1993 | Джимми Коннорс, Финикс Тревор Кронман, Спрингфилд     | Мартина Навратилова, Атланта                                       |
| 1992 | Микаэль Пернфорс, Тампа-Бей                           | Мартина Навратилова, Атланта                                       |
| 1991 | Сэмми Джаммалва, Сан-Антонио                          | Мартина Навратилова, Атланта                                       |
| 1990 | Тревор Кронман, Шарлотт                               | Робин Уайт, Лос-Анджелес                                           |
| 1989 | Роберт ван'т Хофф, Сакраменто                         | Ронни Рейз, Портленд                                               |
| 1988 | Блейн Уилленборг, Ю. Флорида                          | Элна Рейнах, Шарлотт                                               |
| 1987 | Ким Уорик, Сан-Антонио                                | Элна Рейнах, Шарлотт                                               |
| 1986 | Ким Уорик, Сан-Антонио                                | Пэм Касаль, Сакраменто                                             |
| 1985 | Бутч Уолц, Сан-Диего                                  | Мери-Лу Пиатек, Сан-Диего                                          |
| 1978 | Фрю Макмиллан, Сан-Франциско1                         | Мартина Навратилова, Бостон1                                       |
| 1978 | Крис Эверт, Лос-Анджелес2                             |                                                                    |
| 1977 | Фрю Макмиллан, Сан-Франциско1 Сэнди Майер, Нью-Йорк2  | Крис Эверт, Финикс1 Билли-Джин Кинг, Нью-Йорк2                     |
| 1976 | Сэнди Майер, Нью-Йорк3                                | Крис Эверт, Финикс2 Билли-Джин Кинг, Нью-Йорк2                     |
| 1975 | Том Оккер, Сан-Франциско1                             | Ивонн Гулагонг, Питсбург1                                          |
| 1975 | Витас Герулайтис, Питсбург2                           |                                                                    |
| 1974 | Билли-Джин Кинг, Филадельфия1 Эндрю Петтисон, Денвер2 | Билли-Джин Кинг, Филадельфия1 Эндрю Петтисон, Денвер2              |

1 MVP регулярного сезона 

2 MVP плей-офф 

3 MVP регулярного сезона и плей-офф

### Рекорды турнира
- Наибольшее число выигранных титулов — 6 («Сакраменто Кэпиталз», «Вашингтон Каслс»[22])
- Лучший баланс встреч в сезоне — 16:0 («Вашингтон Каслс», 2011, 2012)
- Самая длинная серия победных матчей — 34 («Вашингтон Каслс», 2011—2013[22])
- Участие в наибольшем количестве сезонов — 20 (Мартина Навратилова[23])

## Интересные факты

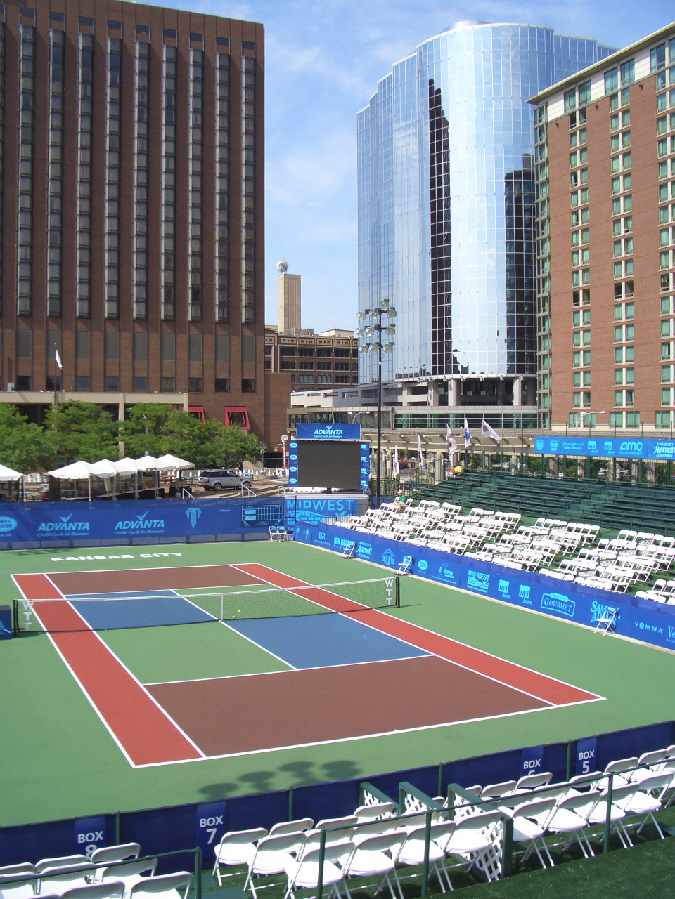
Корт World TeamTennis в Канзас-Сити (Миссури)

- Традицией WTT является корт, раскрашенный в четыре разных цвета[1].
- О престижности турнира в его первые годы говорит тот факт, что семь из восьми победителей следующего после первого сезона WTT Уимблдонского турнира были игроками WTT[23].
- Участник первого сезона WTT Джимми Коннорс, выигравший в 1974 году три турнира Большого шлема в одиночном разряде, не был допущен к участию в четвёртом, Открытом чемпионате Франции, из-за конфронтации между федерацией тенниса Франции и АТР с одной стороны и WTT с другой. Ему так и не удалось за свою карьеру выиграть Открытый чемпионат Франции в одиночном разряде[23].
- Билли-Джин Кинг, тренировавшая в 1974 году команду WTT «Philadelphia Freedoms», стала первой женщиной, тренирующей команду с участием спортсменов-мужчин. Гимном команды по сей день является песня Элтона Джона «Philadelphia Freedom», написанная в честь Кинг в 1974 году[23].
- В 1975 году два игрока команды WTT «Boston Lobsters» поженились. Это был первый случай брака между игроками одной команды в истории[23].
- Команда Советского Союза принимала участие в турнире 1977 года[24] (в составе первой советской команды, отправившейся на турнир, были Ольга Морозова и Александр Метревели[25]).
- В 1984 году закончившая активные выступления Билли-Джин Кинг была назначена комиссаром лиги, став первой женщиной-комиссаром в профессиональном спорте[23]. В 2001 году пост комиссара лиги заняла ещё одна женщина, бывшая южноафриканская теннисистка Илана Клосс[26].
- В 2005 году, впервые в профессиональном теннисе, на играх WTT была введена возможность видеоповтора розыгрыша для арбитров[23].
- Ким Клейстерс вернулась в теннис в июле 2009 года в рамках турнира WTT, где выступила за «St. Louis Aces». Меньше чем через два месяца она выиграла Открытый чемпионат США[23].
- В 2009 году показательный турнир Legend Invitational в рамках Открытого чемпионата США прошёл в формате WTT. В турнире участвовали три команды, тренерами которых были Билли-Джин Кинг, Пат Кэш и Иван Лендл[23]. По похожей схеме играются матчи Международной теннисной премьер-лиги, каждый из сетов которых проводится в своём разряде: мужском одиночном, женском одиночном, мужском парном и миксте (пятый сет разыгрывается между игроками-ветеранами, или «легендами»)[27].